# 雜色蜥形脂鯉
雜色蜥形脂鯉，為輻鰭魚綱脂鯉目脂鯉亞目脂鯉科的其中一個種。分布於南美洲巴西Branco、Guapore、Trombetas與Urubu河流域，體長可達10.3公分，棲息在底中層水域，生活習性不明。